# 砂锅

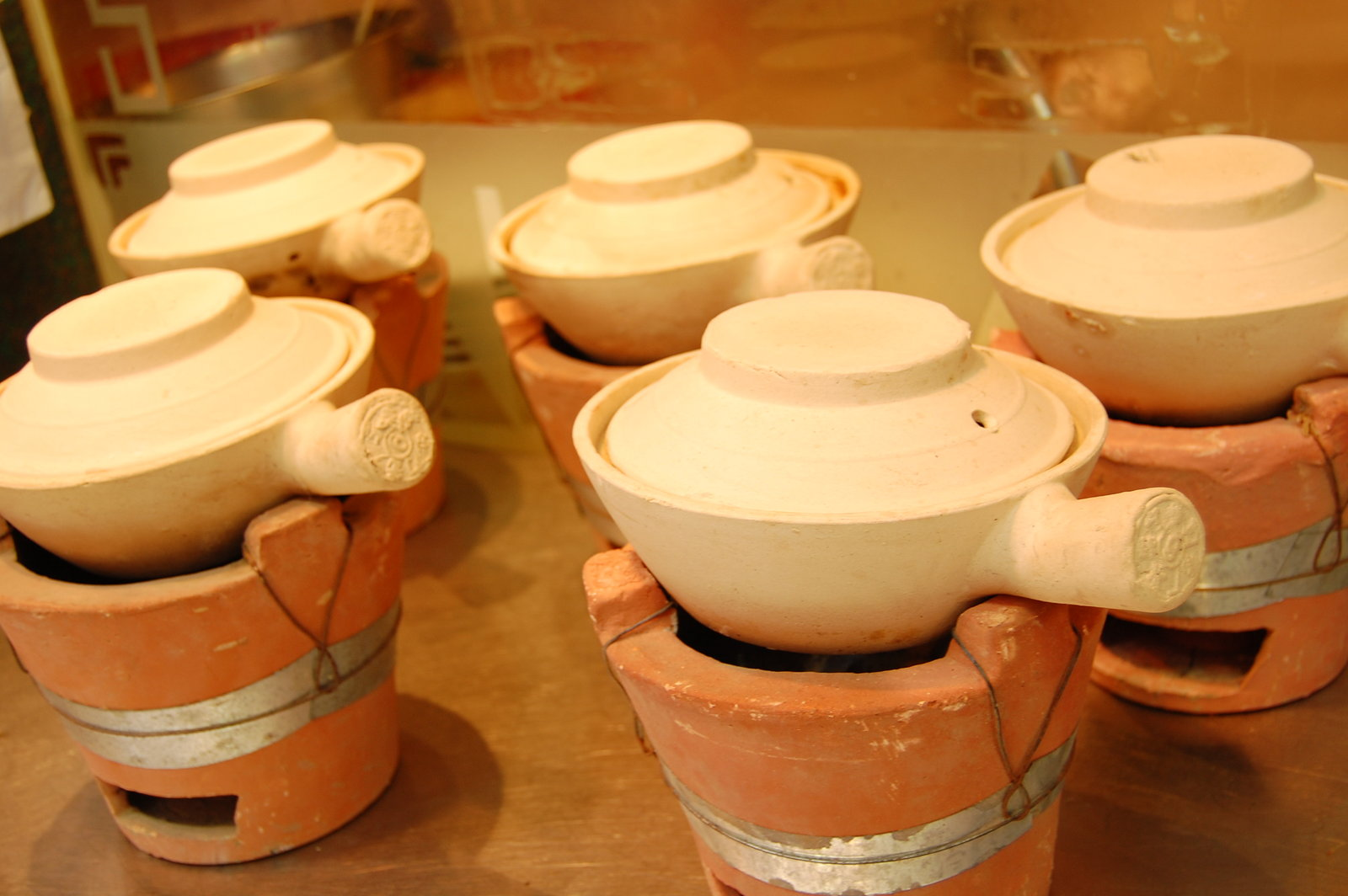
砂鍋

砂锅是以砂和陶土製成的锅，有时候部分上釉。是陶鍋的一種，與一般陶鍋的差別僅在於此鍋的材料有混入沙子。客家話與日語稱土鍋，台語稱狗母鍋(káu-bó-ue)。
知名砂锅料理有砂锅鸡、砂锅豆腐、砂锅鱼头、砂鍋雲吞雞等。

## 特点
- 保温能力强。
- 质地多孔，能少量吸附和释放食物味道。
- 透氣防水：剩水不會漏；燒水時，全方位出水蒸氣。
- 刚买来时需要处理（例如加洗米水煮沸）以使其不容易碎裂。
- 不耐温差变化，主要用于小火慢熬。

## 其他
- 黑砂锅
  - 白砂锅：黑砂鍋添加鋰輝石[1]